# Аракелян, Артавазд Оганесович
Артавазд Оганесович Аракелян (3 августа 1925, Эривань — 2 ноября 2009, Ереван) — советский и армянский учёный в области энтомологии и фитопатологии. Доктор сельскохозяйственных наук с 1972 года, профессор с 1984 года. Член-корреспондент НАН Армении с 1994 года, член Международной академии виноградарства и виноделия с 1999 года.

## Биография
Родился 3 августа 1925 года в Ереване. 24 июня 1943 года был призван на участие в Великой Отечественной войне, имел ранения. Награждён медалью «За боевые заслуги» (1944), орденом Отечественной войны II степени (1985). В 1948—1956 годах, после окончания Армянского сельскохозяйственного института — на хозяйственной работе. С 1957 года заведовал отделом защиты растений в Армянском научно-исследовательском институте виноделия, виноградарства и плодоводства.
Учёным изучена фауна цикадовых на виноградниках АрССР и разработаны методы борьбы с имеретинской виноградной цикадой в Араратской равнине; составлена и воплощена в практику система мер защиты виноградников от вредителей и болезней. Автор более 110 научных работ. Среди них: «Вредители плодовых деревьев», «Итоги научно-исследовательских работ по защите виноградников и плодовых садов от вредителей и болезней в Армении».